# FIFA 21
FIFA 21 es un videojuego de fútbol del año 2020 disponible para Microsoft Windows, PlayStation 4, Xbox One y Nintendo Switch el 9 de octubre de 2020, y también es el primer videojuego de la serie FIFA para PlayStation 5 y Xbox Series X|S.
El juego es la 28.ª entrega de la serie de videojuegos de FIFA, y el primero de ellos en no contar con una demo gratuita.
El jugador francés Kylian Mbappé fue elegido para ser la portada del FIFA 21 y como embajadores contaron con Trent Alexander-Arnold, Erling Braut Haaland y João Félix.
FIFA 21 salió en octubre de 2020, y las consolas de novena generación salieron en noviembre de 2020, por tanto este FIFA contó con una doble versión para los que compraron el FIFA 21 en PlayStation 4 o Xbox One, no tengan que volver a comprarlo en PlayStation 5 o Xbox Series X|S.

## Versiones
Al igual que en las ediciones anteriores, FIFA 21 tuvo 3 diferentes versiones que incluían contenido extra para Ultimate Team y modo carrera:
Standard Edition: Hasta 3 sobres raros de oro, Kylian Mbappé cedido por 5 partidos, Jugador embajador de FUT 21 (Erling Haaland, João Felix o Alexander-Arnold) cedidos por 3 partidos y equipaciones y estadios especiales de FUT.
Champions Edition: 12 sobres raros de oro (1 por semana, durante 12 semanas), Kylian Mbappé cedido por 5 partidos, Talento local en el modo Carrera (Joven promesa local con potencial de clase mundial) , Jugador embajador de FUT 21 cedido por 3 partidos además de equipaciones y estadios especiales de FUT.
Ultimate Edition: 24 sobres raros de oro (2 por semana, durante 12 semanas), Kylian Mbappé cedido por 5 partidos, Talento local en el modo Carrera (Joven promesa local con potencial de clase mundial), Jugador embajador de FUT cedido por 3 partidos además de equipaciones y estadios especiales de FUT.
Las ediciones Champions y Ultimate estuvieron disponibles a partir del 6 de octubre de 2020 (3 días antes de la fecha original de lanzamiento).

## Novedades
Las principales novedades de FIFA 21 fueron de jugabilidad.
FIFA 21 estrenó un sistema de regate ágil, con un juego más rápido para uno contra uno y nuevos movimientos de habilidad, como la falsificación de rodar la pelota.
También se estrenó la personalidad de posición para que los mejores jugadores puedan minimizar los fuera de juego y busquen huecos entre los defensas.
Otra novedad fue el modo competidor, una mayor dificultad en los partidos contra CPU, dándole un mayor manejo de las habilidades, regates y tácticas, y volviendo el juego más difícil.
FIFA 21 incorporó también un sistema de colisión natural, esta ofrecía una visión más real de las colisiones que se producen en un partido, produciendo rebotes más naturales y menos caídas al luchar por el balón.
Otra novedad de jugabilidad fueron los desmarques creativos y los fundamentos del fútbol, de los cuales estas fueron sus características:

### Desmarques creativos
- Carreras dirigidas: mueve el joystick derecho después de iniciar una carrera para tomar el control total sobre hacia que dirección correran tus compañeros.
- Pasar y salir dirigido: mueve el joystick derecho para elegir dónde correrá tu compañero después de un pase.
- Bloqueo de jugador: presiona ambos joysticks para bloquear al jugador que estás controlando cuando estés atacando.

### Fundamentos del fútbol
- Pase: Una comprensión más perceptiva del espacio y el posicionamiento permite a los jugadores dar pases más efectivos.
- Bloqueos: un nuevo sistema de bloqueo crea resultados más equilibrados cuando los defensas bloquean tiros y centros.
- Respuestas: los tiempos de reacción son más rápidos y los jugadores tienen mejores reacciones, lo que les permite escapar mejor de situaciones difíciles cuando están bajo presión de los oponentes.
- Cabezazos manuales: toma el control total de los cabezazos manuales que envían el balón exactamente donde apuntas.

### Modo carrera y Volta

#### Modo Carrera
Este FIFA tuvo novedades en el modo carrera y hubo mejoras en el sistema de negociación y en la inteligencia artificial
Las nuevas características fueron las siguientes:
- Simulador interactivo de partidos: al simular un partido, existirá la oportunidad de jugar el partido. Si vemos que el partido está mal o quieres patear o tapar un penal, podrás controlarlo como un partido normal, incluso volver a la simulación más tarde.
- Desarrollo de jugadores: ahora podremos enfocar el entrenamiento según la posición deseada. En el caso de un delantero centro, podemos hacer que sea un tirador o retroceder su posición y hacer que tire de larga distancia y crear ocasiones para convertirlo en una especie de "10".
- Nuevas opciones de transferencias: el realismo de transferencias proporciona a los equipos (controlados por la IA y/o humanos)  más opciones de transferencias; préstamos con opción de compra e intercambios de jugadores serán las nuevas opciones para fichar jugadores.

#### Volta
FIFA 21 también tuvo novedades en el Fútbol Volta como nuevos lugares (Dubái, Milán, París, São Paulo y Sídney).
Hubo mejoras en la jugabilidad como nuevos regates y habilidades. Hubo también un modo historia, en el que tendrás que ganar partidos y ganar el torneo de Dubái junto a Kaká.
También se pudo jugar online con hasta cuatro jugadores en un mismo equipo.
Nota:El modo VOLTA no está en la Legacy Editon (Nintendo Switch)

## Equipos Partner
Los equipos partner son aquellos con los que EA Sports negocia acuerdos individuales, y conceden derechos de publicidad, como que aparezca el logo de la empresa en la camiseta o en los banners del estadio, entre otros.
| Confederación                  | Equipo            |
| ------------------------------ | ----------------- |
|                                | Borussia Dortmund |
| Atlético Madrid                |                   |
| Real Madrid                    |                   |
| Valencia CF                    |                   |
| Olympique de Lyon              |                   |
| Olympique de Marsella          |                   |
| Paris Saint-Germain            |                   |
| Chelsea                        |                   |
| Leeds United Nuevo             |                   |
| Liverpool                      |                   |
| Manchester City                |                   |
| Tottenham Hotspur              |                   |
| AC Milan Nuevo                 |                   |
| Inter de Milán Nuevo           |                   |
| Ajax de Ámsterdam              |                   |
| PSV Eindhoven                  |                   |
| FC Porto Nuevo                 |                   |
| SL Benfica Nuevo               |                   |
|                                | Independiente     |
| Racing Club                    |                   |
| San Lorenzo de Almagro Nuevo   |                   |
| Universidad Católica           |                   |
| Millonarios                    |                   |
| Independiente del Valle Nuevo  |                   |
|                                | New York City FC  |
| Los Angeles Galaxy             |                   |
| Club América Nuevo             |                   |
| Club de Fútbol Monterrey Nuevo |                   |
| Club Guadalajara Nuevo         |                   |
| Pumas UNAM                     |                   |
| Tigres UANL Nuevo              |                   |
|                                | Melbourne City    |

## Competiciones

### Competiciones nacionales
EA Sports anunció una patrocinación exclusiva por varios años con el AC Milan y el Inter de Milán.
Se pierde la licencia de la AS Roma para este juego y se llamará "Roma FC" con escudo y uniformes genéricos de FIFA, también se pierden la Liga Chilena, la Liga Colombiana y la Serie BKT, por su exclusividad en eFootball Pro Evolution Soccer 2021 Season Update.
EA Sports renovó contrato con LaLiga por varios años.
Estas son las ligas y competiciones confirmadas. Las demás ligas disponibles siguen siendo las mismas que en FIFA 20:
- | Confederación                  | País                        | Liga/Equipo     |
| ------------------------------ | --------------------------- | --------------- |
|                                | Alemania                    | Bundesliga      |
| Bundesliga 2                   | Alemania                    |                 |
| 3. Liga                        | Alemania                    |                 |
| Austria                        | Ö. Bundesliga               |                 |
| Bélgica                        | Pro League                  |                 |
| Dinamarca                      | 3F Superliga                |                 |
| España                         | LaLiga Santander            |                 |
| España                         | LaLiga SmartBank            |                 |
| Francia Mónaco                 | Ligue 1 Uber Eats           |                 |
| Francia Mónaco                 | Ligue 2 BKT                 |                 |
| Países Bajos                   | Eredivisie                  |                 |
| Irlanda Irlanda del Norte      | SSE Airtricity League       |                 |
| Italia                         | Serie A TIM                 |                 |
| Noruega                        | Eliteserien                 |                 |
| Polonia                        | PKO Ekstraklasa             |                 |
| Portugal                       | Liga NOS                    |                 |
| Inglaterra Gales               | Premier League              |                 |
| Inglaterra Gales               | EFL Championship            |                 |
| Inglaterra Gales               | EFL League One              |                 |
| Inglaterra Gales               | EFL League Two              |                 |
| Escocia                        | Scottish Premiership        |                 |
| Suecia                         | Allsvenskan                 |                 |
| Suiza                          | RSL                         |                 |
| Turquía                        | Süper Lig                   |                 |
|                                | Argentina                   | LPF             |
| y                              | Arabia Saudita              | MBS Pro League  |
| y                              | Australia Nueva Zelanda     | A-League        |
| y                              | China                       | CSL             |
| y                              | Corea del Sur               | K League 1      |
| y                              | Japón                       | Meiji Yasuda J1 |
|                                | Estados Unidos Canadá       | MLS             |
| México                         | Liga BBVA MX                |                 |
| Resto del Mundo                |                             |                 |
|                                | Croacia                     | Dinamo Zagreb   |
| Grecia                         | AEK Atenas                  |                 |
| Grecia                         | Olympiakos El Pireo         |                 |
| Grecia                         | Panathinaikos               |                 |
| Grecia                         | PAOK                        |                 |
| Italia                         | AC Monza                    |                 |
| Italia                         | Brescia Calcio              |                 |
| Italia                         | Chievo Verona               |                 |
| Italia                         | Empoli                      |                 |
| Italia                         | Lecce                       |                 |
| Italia                         | S.P.A.L.                    |                 |
| República Checa                | Slavia Praha                |                 |
| República Checa                | Sparta Praha                |                 |
| República Checa                | Viktoria Plzeň              |                 |
| Rusia                          | CSKA                        |                 |
| Rusia                          | Lokomotiv Moscú             |                 |
| Rusia                          | Spartak de Moscú            |                 |
| Ucrania                        | Dinamo Kiev                 |                 |
| Ucrania                        | Shakhtar Donetsk            |                 |
|                                | Sudáfrica                   | Kaizer Chiefs   |
| Orlando Pirates                | Sudáfrica                   |                 |
|                                | Emiratos Árabes Unidos      | Al Ain FC       |
|                                | MLS All-Stars Desbloqueable |                 |
| Adidas All Stars Desbloqueable |                             |                 |
| Soccer Aid                     |                             |                 |

### Competiciones continentales
Se mantienen las mismas competiciones que en la edición anterior.
Ahora FIFA 21 incluirá desde el principio a las copas de la CONMEBOL, ya que en el FIFA 20, las licencias se incluían mediante un DLC. Los equipos de dichas copas sudamericanas que no estén licenciados (ya sea porque no esta licenciada su respectiva liga o no tiene la licencia de dicho club por ser exclusivo de PES) podrán ser usados en dichas competiciones dentro del juego .
| Confederación                         | Competición                           | Notas                                                         |
| Competiciones continentales de clubes | Competiciones continentales de clubes | Competiciones continentales de clubes                         |
| ------------------------------------- | ------------------------------------- | ------------------------------------------------------------- |
|                                       | Liga de Campeones de la UEFA          | Licenciada                                                    |
| Liga Europa de la UEFA                | Licenciada                            |                                                               |
| Supercopa de Europa                   | Licenciada                            |                                                               |
|                                       | Copa Libertadores de América          | Licenciada                                                    |
| Copa Sudamericana                     | Licenciada                            |                                                               |
| Recopa Sudamericana                   | Licenciada                            |                                                               |
|                                       | Copa Asiática                         | Competición ficticia basada en la Liga de Campeones de la AFC |
| Competiciones de Selecciones          |                                       |                                                               |
|                                       | Copa Mundial de la FIFA               | Licenciada                                                    |
|                                       | Campeonato Europeo*                   | Competición ficticia basada en la Eurocopa                    |
|                                       | Copa Sudamérica*                      | Competición ficticia basada en la Copa América                |

- Solo en el modo carrera.

## Selecciones
El juego contará con 49 selecciones masculinas hasta ahora, con las novedades de que Finlandia estará completamente licenciada en esta edición. Otra novedad, es que se pierde la licencia de Portugal y de Italia, pero en una actualización se recupera la licencia de dicha selección. El resto de los equipos son los mismos que en FIFA 20.
| Masculinas        | Masculinas    | Masculinas | Masculinas       |
| Confederación     | Selección     | Licencia   | Jugadores Reales |
| ----------------- | ------------- | ---------- | ---------------- |
|                   | Alemania      | Sí         | Sí               |
| Austria           | Sí            | Sí         |                  |
| Bélgica           | Sí            | Sí         |                  |
| Bulgaria          | No            | Sí         |                  |
| Dinamarca         | Sí            | Sí         |                  |
| Escocia           | Sí            | Sí         |                  |
| Eslovenia         | No            | Sí         |                  |
| España            | Sí            | Sí         |                  |
| Finlandia         | Sí            | Sí         |                  |
| Francia           | Sí            | Sí         |                  |
| Gales             | Sí            | Sí         |                  |
| Grecia            | Sí            | Sí         |                  |
| Holanda           | Sí            | Sí         |                  |
| Hungría           | No            | Sí         |                  |
| Inglaterra        | Sí            | Sí         |                  |
| Irlanda           | Sí            | Sí         |                  |
| Irlanda del Norte | Sí            | Sí         |                  |
| Islandia          | Sí            | Sí         |                  |
| Italia            | Sí            | Sí         |                  |
| Noruega           | Sí            | Sí         |                  |
| Polonia           | Sí            | Sí         |                  |
| Portugal          | No            | Sí         |                  |
| República Checa   | Sí            | Sí         |                  |
| Rumania           | Sí            | Sí         |                  |
| Rusia             | Sí            | Sí         |                  |
| Suecia            | Sí            | Sí         |                  |
| Suiza             | No            | Sí         |                  |
| Turquía           | Sí            | Sí         |                  |
|                   | Argentina     | Sí         | Sí               |
| Bolivia           | No            | Sí         |                  |
| Brasil            | Sí            | No         |                  |
| Chile             | Sí            | Sí         |                  |
| Colombia          | No            | Sí         |                  |
| Ecuador           | No            | No         |                  |
| Paraguay          | No            | Sí         |                  |
| Perú              | No            | Sí         |                  |
| Uruguay           | No            | No         |                  |
| Venezuela         | No            | Sí         |                  |
|                   | Canadá        | Sí         | Sí               |
| Estados Unidos    | Sí            | Sí         |                  |
| México            | Sí            | Sí         |                  |
|                   | Camerún       | No         | Sí               |
| Costa de Marfil   | No            | Sí         |                  |
| Egipto            | No            | Sí         |                  |
| Sudáfrica         | No            | Sí         |                  |
|                   | Australia     | Sí         | Sí               |
| China             | Sí            | Sí         |                  |
| India             | No            | No         |                  |
|                   | Nueva Zelanda | Sí         | Sí               |

| Femeninas      | Femeninas     | Femeninas        |
| Confederación  | Selección     | Jugadoras reales |
| -------------- | ------------- | ---------------- |
|                | Alemania      | Sí               |
| Escocia        | Sí            |                  |
| España         | Sí            |                  |
| Francia        | Sí            |                  |
| Holanda        | Sí            |                  |
| Inglaterra     | Sí            |                  |
| Noruega        | Sí            |                  |
| Suecia         | Sí            |                  |
|                | Brasil        | No               |
|                | Canadá        | Sí               |
| Estados Unidos | Sí            |                  |
| México         | Sí            |                  |
|                | Australia     | Sí               |
| China          | Sí            |                  |
| Japón          | Sí            |                  |
|                | Nueva Zelanda | Sí               |

## Estadios
Estos son los estadios que estarán presentes en FIFA 21. El resto de los estadios, son los mismos que estuvieron presentes en FIFA 20, considerando también a los estadios ficticios.
| País                  | Liga              | Estadio                              |
| --------------------- | ----------------- | ------------------------------------ |
| Alemania              | Bundesliga        | RheinEnergieStadion                  |
| Alemania              | Bundesliga        | Opel Arena                           |
| Alemania              | Bundesliga        | BayArena                             |
| Alemania              | Bundesliga        | Signal Iduna Park                    |
| Alemania              | Bundesliga        | Borussia Park                        |
| Alemania              | Bundesliga        | Commerzbank Arena                    |
| Alemania              | Bundesliga        | WWK Arena                            |
| Alemania              | Bundesliga        | Veltins-Arena                        |
| Alemania              | Bundesliga        | Olympiastadion                       |
| Alemania              | Bundesliga        | Red Bull Arena (Leipzig)             |
| Alemania              | Bundesliga        | Rhein-Neckar-Arena                   |
| Alemania              | Bundesliga        | Stadion An der Alten Försterei Nuevo |
| Alemania              | Bundesliga        | Volkswagen-Arena                     |
| Alemania              | Bundesliga        | Weserstadion                         |
| Alemania              | 2. Bundesliga     | Merkur Spiel-Arena                   |
| Alemania              | 2. Bundesliga     | Volksparkstadion                     |
| Alemania              | 2. Bundesliga     | Benteler Arena Nuevo                 |
| Arabia Saudita        | MBS Pro League    | King Abdullah Sports City            |
| Arabia Saudita        | MBS Pro League    | King Fahd Stadium                    |
| Argentina             | LPF               | Libertadores de América              |
| Argentina             | LPF               | Presidente Perón                     |
| España                | LaLiga Santander  | San Mamés                            |
| España                | LaLiga Santander  | Wanda Metropolitano                  |
| España                | LaLiga Santander  | Abanca-Balaídos                      |
| España                | LaLiga Santander  | de Mendizorroza                      |
| España                | LaLiga Santander  | Municipal de Ipurúa                  |
| España                | LaLiga Santander  | Coliseum Alfonso Pérez               |
| España                | LaLiga Santander  | El Alcoraz                           |
| España                | LaLiga Santander  | Ciudad de Valencia                   |
| España                | LaLiga Santander  | Benito Villamarín                    |
| España                | LaLiga Santander  | Estadio Santiago Bernabéu            |
| España                | LaLiga Santander  | Reale Arena                          |
| España                | LaLiga Santander  | Estadio José Zorrilla                |
| España                | LaLiga Santander  | Estadio Nuevo de Los Cármenes Nuevo  |
| España                | LaLiga Santander  | Ramón Sánchez-Pizjuán                |
| España                | LaLiga Santander  | Mestalla                             |
| España                | LaLiga Santander  | Estadio de la Cerámica               |
| España                | LaLiga SmartBank  | Butarque                             |
| España                | LaLiga SmartBank  | RCDE Stadium                         |
| España                | LaLiga SmartBank  | Municipal de Montilivi               |
| España                | LaLiga SmartBank  | La Rosaleda                          |
| España                | LaLiga SmartBank  | Estadio de Vallecas                  |
| España                | LaLiga SmartBank  | Visit Mallorca Estadi Nuevo          |
| España                | LaLiga SmartBank  | Estadio de Gran Canaria              |
| Estados Unidos Canadá | MLS               | Mercedes-Benz Stadium                |
| Estados Unidos Canadá | MLS               | Dignity Health Sports Park           |
| Estados Unidos Canadá | MLS               | Red Bull Arena (New Jersey)          |
| Estados Unidos Canadá | MLS               | Providence Park Nuevo                |
| Estados Unidos Canadá | MLS               | CenturyLink Field                    |
| Estados Unidos Canadá | MLS               | BC Place                             |
| Francia               | Ligue 1 Uber Eats | Stade des Lumières                   |
| Francia               | Ligue 1 Uber Eats | Orange Vélodrome                     |
| Francia               | Ligue 1 Uber Eats | Parc des Princes                     |
| Inglaterra Gales      | Premier League    | Emirates Stadium                     |
| Inglaterra Gales      | Premier League    | Villa Park                           |
| Inglaterra Gales      | Premier League    | Falmer Stadium                       |
| Inglaterra Gales      | Premier League    | Turf Moor                            |
| Inglaterra Gales      | Premier League    | Stamford Bridge                      |
| Inglaterra Gales      | Premier League    | Selhurst Park                        |
| Inglaterra Gales      | Premier League    | Goodison Park                        |
| Inglaterra Gales      | Premier League    | Craven Cottage                       |
| Inglaterra Gales      | Premier League    | Elland Road* Nuevo                   |
| Inglaterra Gales      | Premier League    | King Power Stadium                   |
| Inglaterra Gales      | Premier League    | Anfield                              |
| Inglaterra Gales      | Premier League    | Etihad Stadium                       |
| Inglaterra Gales      | Premier League    | Old Trafford                         |
| Inglaterra Gales      | Premier League    | St James' Park                       |
| Inglaterra Gales      | Premier League    | Bramall Lane                         |
| Inglaterra Gales      | Premier League    | St Mary's Stadium                    |
| Inglaterra Gales      | Premier League    | Tottenham Hotspur Stadium            |
| Inglaterra Gales      | Premier League    | The Hawthorns                        |
| Inglaterra Gales      | Premier League    | Estadio Olímpico de Londres          |
| Inglaterra Gales      | Premier League    | Molineux Stadium                     |
| Inglaterra Gales      | EFL Championship  | Vitality Stadium                     |
| Inglaterra Gales      | EFL Championship  | Cardiff City Stadium                 |
| Inglaterra Gales      | EFL Championship  | John Smith's Stadium                 |
| Inglaterra Gales      | EFL Championship  | Riverside Stadium                    |
| Inglaterra Gales      | EFL Championship  | Carrow Road                          |
| Inglaterra Gales      | EFL Championship  | Loftus Road                          |
| Inglaterra Gales      | EFL Championship  | Liberty Stadium                      |
| Inglaterra Gales      | EFL Championship  | Vicarage Road                        |
| Inglaterra Gales      | EFL League One    |                                      |
| Inglaterra Gales      | KCOM Stadium      |                                      |
| Inglaterra Gales      | Fratton Park      |                                      |
| Inglaterra Gales      | Stadium of Light  |                                      |
| Italia                | Serie A TIM       | San Siro                             |
| Japón                 | J1 League         | Estadio de fútbol de Suita           |
| México                | Liga BBVA MX      | Estadio Azteca                       |
| Países Bajos          | Eredivisie        | Johan Cruyff ArenA                   |
| Rusia                 | Resto del mundo   | Otkrytie Arena                       |
| Ucrania               | Resto del mundo   | Donbass Arena                        |

| Selección      | Estadio                    |
| -------------- | -------------------------- |
| Alemania       | Olympiastadion             |
| Canadá         | BC Place                   |
| España         | Estadio Santiago Bernabeu  |
| Estados Unidos | Dignity Health Sports Park |
| Francia        | Parc des Princes           |
| Gales          | Cardiff City Stadium       |
| Holanda        | Johan Cruyff ArenA         |
| Inglaterra     | Wembley Stadium            |
| México         | Estadio Azteca             |
| Rusia          | Otkrytie Arena             |
| Turquía        | Atatürk Olimpiyat          |

- Se añadirá mediante un DLC en 2021

## Comentaristas
En este FIFA se sumarán tres nuevos comentaristas, Nira Juanco y Esther Sedlaczek, que serán las primeras comentaristas mujer de la historia del FIFA  y otro será el brasileño Gustavo Villani que reemplazará a Tiago Leifert.
| Idioma     | Región        | Comentarista                              |
| ---------- | ------------- | ----------------------------------------- |
| Inglés     | Inglaterra    | Alan McInally (reportes dentro del juego) |
| Inglés     | Inglaterra    | Geoff Shreeves (reportes de lesiones)     |
| Inglés     | Inglaterra    | Mike West                                 |
| Inglés     | Inglaterra    | Derek Rae                                 |
| Inglés     | Inglaterra    | Lee Dixon                                 |
| Español    | España        | Manolo Lama                               |
| Español    | España        | Paco González                             |
| Español    | España        | Antonio Ruiz                              |
| Español    | España        | Nira Juanco                               |
| Español    | España        | Ibai Llanos (Volta)                       |
| Español    | Latinoamérica | Fernando Palomo                           |
| Español    | Latinoamérica | Mario Kempes                              |
| Francés    | Francia       | Hervé Mathoux                             |
| Francés    | Francia       | Pierre Menès                              |
| Italiano   | Italia        | Pierluigi Pardo                           |
| Italiano   | Italia        | Stefano Nava                              |
| Neerlandés | Países Bajos  | Youri Mulder                              |
| Neerlandés | Países Bajos  | Evert ten Napel                           |
| Portugués  | Brasil        | Gustavo Villani                           |
| Portugués  | Brasil        | Caio Ribeiro                              |
| Portugués  | Portugal      | Hélder Conduto                            |
| Portugués  | Portugal      | David Carvalho                            |
| Alemán     | Alemania      | Esther Sedlaczek                          |

## Ultimate Team
FIFA 21 Ultimate Team, también conocido como FUT 21, es un modo basado en cartas, en el cual se construye un equipo usando cartas, que se consiguen con sobres o monedas del juego. El objetivo del juego es conseguir las "cards" ganando partidos y consiguiendo recompensas en los diferentes modos de juego, como los nuevos eventos cooperativos.
Una novedad en FUT 21 será crear y mejorar un estadio propio y también habrán eventos cooperativos.
Ultimate Team cuenta con 101 jugadores íconos, incluyendo 12 jugadores que aparecen como iconos por primera vez.
Estos son todos los jugadores íconos presentes en el FIFA 21:

### Porteros
- Petr Čech Nuevo
- Peter Schmeichel
- Edwin van der Sar
- Lev Yashin

### Defensas
- Nemanja Vidić Nuevo
- Franco Baresi
- Laurent Blanc
- Sol Campbell
- Fabio Cannavaro
- Marcel Desailly
- Rio Ferdinand
- Fernando Hierro
- Ronald Koeman
- Paolo Maldini
- Bobby Moore
- Alessandro Nesta
- Carles Puyol
- Philipp Lahm Nuevo
- Carlos Alberto
- Gianluca Zambrotta
- Javier Zanetti
- Ashley Cole Nuevo

### Mediocampistas
- Michael Essien
- Gennaro Gattuso
- Pep Guardiola
- Claude Makélélé
- Emmanuel Petit
- Frank Rijkaard
- Bastian Schweinsteiger Nuevo
- Xavi Hernández Nuevo
- Michael Ballack
- Deco
- Steven Gerrard
- Roy Keane
- Frank Lampard
- Lothar Matthäus
- Andrea Pirlo
- Paul Scholes
- Juan Sebastián Verón
- Patrick Vieira
- Ryan Giggs
- Pavel Nedvěd
- Marc Overmars
- Jay-Jay Okocha
- Robert Pirès
- Roberto Baggio
- Gheorghe Hagi
- Kaká
- Michael Laudrup
- Jari Litmanen
- Diego Maradona
- Hidetoshi Nakata
- Pelé
- Juan Román Riquelme
- Rui Costa
- Clarence Seedorf
- Sócrates
- Zinedine Zidane
- David Beckham Nuevo

### Delanteros
- Éric Cantona Nuevo
- Dennis Bergkamp
- Johan Cruyff
- Alessandro Del Piero
- Eusébio
- Ruud Gullit
- Raúl González Blanco
- Gianfranco Zola
- John Barnes
- Thierry Henry
- Rivaldo
- Ronaldinho
- George Best
- Luís Figo
- Garrincha
- Fernando Torres Nuevo
- Samuel Eto’o Nuevo
- Ferenc Puskás Nuevo
- Davor Šuker Nuevo
- Emilio Butragueño
- Hernán Crespo
- Kenny Dalglish
- Didier Drogba
- Luis Arturo Hernández
- Filippo Inzaghi
- Miroslav Klose
- Patrick Kluivert
- Henrik Larsson
- Gary Lineker
- Michael Owen
- Ronaldo
- Ian Rush
- Hugo Sánchez
- Alan Shearer
- Andriy Shevchenko
- Hristo Stoichkov
- David Trezeguet
- Marco van Basten
- Ruud van Nistelrooy
- Christian Vieri
- Ian Wright

## Banda sonora
- 070 Shake - Morrow
- Aitch - MICE
- Alfie Templeman - Wish I Was Younger
- Anitta, Myke Towers & Cardi B - Me Gusta
- Biig Piig - Don't Turn Around
- Buju Banton - Unity
- Carlos Sadness & Bomba Estéreo - Aloha
- Celeste - Stop This Flame
- Chloe Black - Sacrifice
- De Lux - Cool Up
- Domino Saints - Buya
- Dua Lipa - Love is Religion (The Blessed Madonna Remix)
- Dylan Fraser - Vipers
- Everything is Recorded ft. Infinite Coles & Berwyn - 01:32 AM
- Fireboy DML - Scatter
- Glass Animals - Heat Waves
- Icekiid - ErruDumEllaHvad
- Joesef - Does It Make You Feel Good?
- Kawala - Ticket to Ride
- LA Priest - Beginning
- La Vida Boheme - Manos Arriba
- Larry Pink the Human - Might Delete Later
- Leyma - Been a Minute
- Louis the Child - Big Love (with Earthgang)
- Low Island - Don't Let the Light In
- Madame Gandhi - Bad Habits
- Mike Sabath - Good Energy
- Naika - Water
- Nia Wyn - Who Asked You
- Nnena - Work It Out
- Oliver Malcolm - Switched Up
- Oscar Lang - Apple Juice
- Park Hye Jin - Like This
- Peel - Citizen X
- Priya Ragu - Good Love 2.0
- Royal Blood - Trouble's Coming
- Steam Down ft. Afronaut Zu - Etcetera
- Still Woozy - Window
- Tame Impala - Is It True
- Tha Supreme ft. Dani Faiv - No14
- The Snuts - That's All It Is
- Trooko ft. Diogo Picarra - No Es Mi Culpa
- Zaia - Shade

La lista de canciones incluidas en el modo de juego VOLTA son:
- Aitch - MICE
- Alisson Wonderland & Quix - Time
- Apollo Brown ft. Ro Split, Nametag & Ty Farris - 365
- Bakermat - Baiana
- BANTU - Leaving
- Beam - 2x2
- Big Gigantic ft. Felly - St. Lucia
- BLESSUS - Elephant
- Bree Runway - APESHIT
- Caleborate - Only 4 Tha Real
- CHAII - Lightswitch
- Charli XCX - Anthems
- Che Lingo - My Block
- Clipz ft. Ms Banks, Ms Dynamite & Jaykae - Again
- Daddy's Groove - Borracho
- Dai Burger - The Function
- Dave ft. Burna Boy - Location
- Disclosure - Energy
- Domino Saints - Buya
- Flume ft. Toro y Moi - The Difference
- Footsie ft. D Power & Bakerman - Top Cat
- Hippie Sabotage - Wrong Time
- Idris Elba ft. Kah-lo - Ballie
- Jaewynn - 24
- Jay 1 Feat. JB Scotfield - Flex
- Jimmy Edgar ft. Danny Brown - Get Up
- Kah-lo - Exit Sign
- Kamakaze ft. Eyez, Big Zuu & Capo Lee - On Fire
- Kanine ft. P Money - Point Em Up
- Koder - Win
- Koffee ft. Govana - Rapture (Remix)
- Lil Mosey - Live This Wild
- Little Simz - Offense
- Love Generator - Hypnagogic (I Can't Wait)
- LP Giobbi ft. TT The Artist - Jungle Queen
- Mac Miller - Blue World
- Madame Gandhi - Bad Habits
- Manga Saint Hilare - Fools Gold
- Musa - Tu Energia
- Nancy Sanchez ft. Joelli - La Jefa
- Nayana Iz - How We Do
- Niko the Kid - Dance du Sol (Badapa)
- Niña Dioz - Primero
- Nnena - Work It Out
- Oliver Heldens, Firebeatz & Schella ft. Carla Monroe - Lift me Up
- Oliver Tree - Bury Me Alive
- Onipa - Fire
- Quarantino - Broken Love
- Rema ft. Rvssian - Beamer (Bad Boys)
- Reo Cragun - Cuss You Out
- Saweetie - Tap In
- Sia - Little Man (Exemen Works)
- Soaky Siren - M.I.A.
- Stay Flee Get Lizzy ft. Fredo, Young T & Bugsey - Ay Caramba
- Stormzy ft. Aitch - Pop Boy
- The Prodigy - Poison
- Tkay Maidza - Grasshopper
- Trooko ft. Diogo Picarra - No Es Mi Culpa
- TrueMendous - Hmmm
- Underworld - Listen to Their No
- Yves V ft, Afrojack & Icona Pop - We Got That Cool
- Zaia - Shade